# Terres-du-midi
Terres-du-midi  est une indication géographique protégée régionale concernant le vin produit dans le vignoble du Languedoc-Roussillon.  Le comité national des indications géographiques relatives aux vins et aux cidres de l'Institut national de l'origine et de la qualité propose ce classement le 5 juillet 2018 et l'arrêté d'approbation du cahier des charges est publié le 9 août 2018. L’indication géographique protégée  est réservée aux vins tranquilles, rouges, rosés et blancs. Les mentions primeur ou nouveau sont réservées aux vins tranquilles rouges, rosés et blancs.

## Histoire

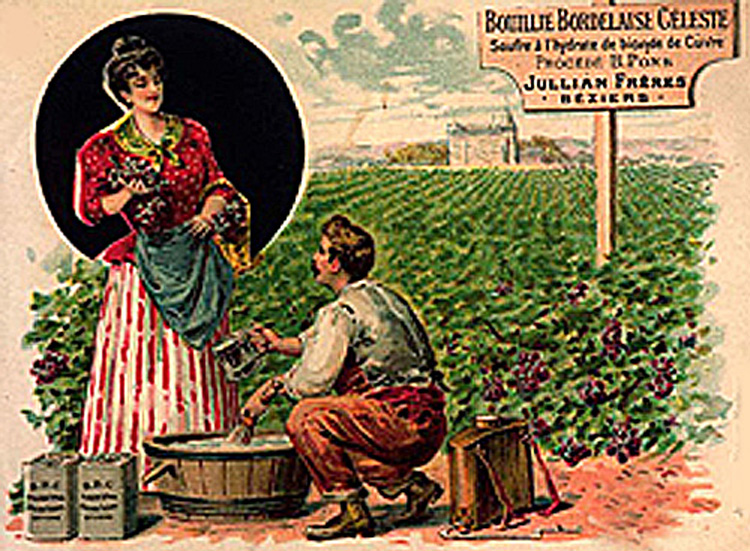
Le Midi Viticole prend en charge sa destinée, dès 1907, grâce à la force que représente la Confédération générale des vignerons du Midi

La notion de "Midi Viticole" est officialisé  en 1907 avec la reconnaissance de la Confédération générale des vignerons du Midi. Les nombreuses caves coopératives, complétées par des caves particulières, ont favorisé le développement d’un savoir faire pour la production de vins d’assemblage. 
Terres-du-midi se dote d’un syndicat des producteurs en 2017, présidé par Ludovic Roux. La volonté est de  fusionner trois IGP départementales pays-d'hérault, gard et aude en une seule IGP régionale, tandis que la mention pyrénées-orientales est abandonnée par l’IGP côtes-catalanes. La finalité est, grâce à un cahier des charges commun, d'améliorer la production et de vin d'entrée de gamme et de lutter plus efficacement contre la conurrence.

## Situation géographique

### Localisation
Le périmètre concerné  englobe l’ensemble des communes des départements de l'Aude, de l’Hérault, du Gard et des Pyrénées-Orientales ainsi que, dans le département de la Lozère, les communes  Gorges du Tarn Causses, Ispagnac, La Malène, Massegros Causses Gorges pour le seul territoire de la commune déléguée Les Vignes.

### Géologie et orographie
L'aire géographique présente une grande variété de situations pédologiques, avec pour les plus
représentatives, les schistes acides de hauts de coteaux, les sols calcaires des plateaux et plaines viticoles ainsi que les terrasses alluviales caillouteuses. Depuis les montagnes des Cévennes, de la Montagne Noire et des contreforts pyrénéens, jusqu’au littoral lagunaire, cette zone est parcourue par leuves et rivières que sont l’Aude, l’Orb, l’Hérault, le Vidourle et le Gardon.

### Climat
Le climat du Languedoc-Roussillon est méditerranéen : il se caractérise par des hivers doux, des étés chauds et secs et des précipitations rares et concentrées sur la période hivernale. Les vents dominants sont la tramontane, vent sec et froid qui chasse les nuages, et le marin, vent humide qui au contraire amène les nuages. Il peut parfois être très violent.
Le tableau ci-dessous indique les températures et les précipitations pour l'année 2007 :
| Mois                                   | J  | F   | M  | A    | M  | J  | J  | A    | S    | O   | N  | D  | Année |
| -------------------------------------- | -- | --- | -- | ---- | -- | -- | -- | ---- | ---- | --- | -- | -- | ----- |
| Températures moyennes maximales (°C)   | 11 | 11  | 14 | 16   | 20 | 25 | 26 | 26   | 23   | 19  | 14 | 12 | 17,6  |
| Températures moyennes minimales (°C)   | 7  | 7   | 10 | 11   | 14 | 19 | 20 | 21   | 18   | 15  | 10 | 8  | 13,3  |
| Températures moyennes (°C)             | 9  | 9   | 12 | 13,5 | 17 | 22 | 23 | 23,5 | 21,5 | 17  | 12 | 10 | 15,6  |
| Précipitations (hauteur moyenne en mm) | 60 | 105 | 10 | 15   | 90 | 0  | 3  | 10   | 29   | 144 | 21 | 72 | 659   |
| Source: MSN météo                      |    |     |    |      |    |    |    |      |      |     |    |    |       |

## Vignoble

### Cépages
Les cépages traditionnels de la région sont les Terret, Grenache, Carignan, Cinsault et Marselan mais les vins peuvent être produits à partir de nombreux autres cépages, énumérés à l'article 5 du cahier des charges.

### Rendement
Rendement maximum de production est de 120 hectolitres. Les lies, les bourbes, les éventuels produits non vinifiés, le vin destiné à la distillation ou à tout autre usage industriel, ne peuvent excéder 10 hectolitres par hectare au-delà de ce rendement. 

## Production et commercialisation
Les vins rouges sont majoritaires (55 % de la commercialisation), viennent ensuite les vins rosés (35%) les vins blancs. 
Les vins produits sont  marqués par des arômes fruités, dont l’intensité et leur nature varient selon les cépages et les technologies utilisées.
L’IGP « Terres-du-midi» commercialise environ 1 500 000 hectolitres par an sur l’ensemble de son territoire.